# リーヴ・マイ・キトゥン・アローン
「リーヴ・マイ・キトゥン・アローン」（Leave My Kitten Alone）は、リトル・ウィリー・ジョンの楽曲である。1959年6月にシングル盤として発売され、B面には「Let Nobody Love You」が収録された。作詞作曲は、ジョン、タイタス・ターナー、ジェームズ・マクドゥーガルの3人が手がけた。後にジョニー・プレストンやビートルズらによってカバーされた。

## オリジナル・バージョン
キング・レコードは、1959年6月にシングル盤『リーヴ・マイ・キトゥン・アローン』を発売し、B面には「Let Nobody Love You」を収録。このシングル盤は、『ビルボード』誌のR&Bチャートで最高位13位、同誌のポップチャートで最高位60位を記録した。
『ビルボード』誌は、本作のシングル盤について「ヒットチャートに返り咲く可能性のある2つの有力なエントリーを持っている」とし、本作について「ニューオリンズ系の強力なオーケストラをバックにした、気持ちのこもったベルトを披露している」と評している。

### クレジット（リトル・ウィリー・ジョン版）
※出典
- リトル・ウィリー・ジョン - ボーカル
- アルフレッド・コブス - トロンボーン
- ベリーノ・ラマグリア - テナー・サクソフォーン
- スキッピー・ウィリアムズ - テナー・サクソフォーン
- アーネスト・"ピンキー"・ウィリアムズ - バリトン・サクソフォーン
- アーニー・ヘイズ - ピアノ
- ミッキー・ベイカー - ギター
- アーニー・ラッセル - ドラム
- 演奏者不明 - ベース、バッキング・ボーカル

## ビートルズによるカバー
ビートルズは、アルバム『ビートルズ・フォー・セール』のためのレコーディング・セッションを行っていた1964年8月14日に「リーヴ・マイ・キトゥン・アローン」のカバー・バージョンのレコーディングを行った。レコーディングは、EMIレコーディング・スタジオのスタジオ2で行なわれた。5テイク録音され、ジョン・レノンのダブルトラッキングされたリード・ボーカル、リンゴ・スターのタンバリン、ポール・マッカートニーのピアノがオーバー・ダビングされた。しかし、同日の夜を境に本作は放棄されることとなり、18年にもわたって発売に向けたミキシングが行われることはなかった。
レコーディングから18年後の1982年、ジョン・バレットが翌年にアビー・ロード・スタジオのパブリック・ツアーの一環として上映された『The Beatles at Abbey Road』用にリミックスを行った。1984年にジェフ・エメリックによって未発表のテイクを集めたアルバム『セッションズ』用にリミックスが行なわれ、1994年にジョージ・マーティンによって『ザ・ビートルズ・アンソロジー』プロジェクト用にリミックスが行なわれた。マーティンによるリミックス・バージョンが、翌年に発売された『ザ・ビートルズ・アンソロジー1』に収録された。
ビートルズの歴史家であるマーク・ルイソンは、本作と同日にレコーディングが行われた「ミスター・ムーンライト」と比較し、「あとから考えると、『リーヴ・マイ・キトゥン・アローン』のほうがアルバムに収録するのにふさわしかったかもしれない」と述べている。

### クレジット（ビートルズ版）
※出典
- ジョン・レノン - ダブルトラックのボーカル
- ジョージ・ハリスン - ダブルトラックのリードギター
- ポール・マッカートニー - ベース
- リンゴ・スター - ドラム、タンバリン

## その他のアーティストによるカバー
- ジョニー・プレストン（英語版） - 1961年初頭に発売。Billboard Hot 100で最高位60位を記録[11]。
- エルヴィス・コステロ - 1995年に発売されたアルバム『コジャック・ヴァラエティ』に収録[12]。
- タイタス・ターナー（英語版） - 1998年に発売されたアルバム『Titans of R&B』に収録[13]。